# Göttin (Lauenburg)
Göttin er en lille kommune i det nordlige Tyskland, beliggende i Amt Büchen under Kreis Herzogtum Lauenburg. Kreis Herzogtum Lauenburg ligger i delstaten Slesvig-Holsten.

## Geografi
Göttin ligger ca. 19 km nord for Lauenburg og ca. 9 km syd for Mölln; Den grænser mod vest til Elbe-Lübeck-Kanal, og den øst-vest gående motorvej A 24 mellem Hamburg og Berlin krydser den nordlige del af kommunen.